# Vanille-Akazie
Die Vanille-Akazie (Acacia redolens) ist eine Pflanzenart in der Unterfamilie der Mimosengewächse (Mimosoideae) innerhalb der Familie der Hülsenfrüchtler (Fabaceae). Sie ist im südwestlichen Australien beheimatet.

## Beschreibung

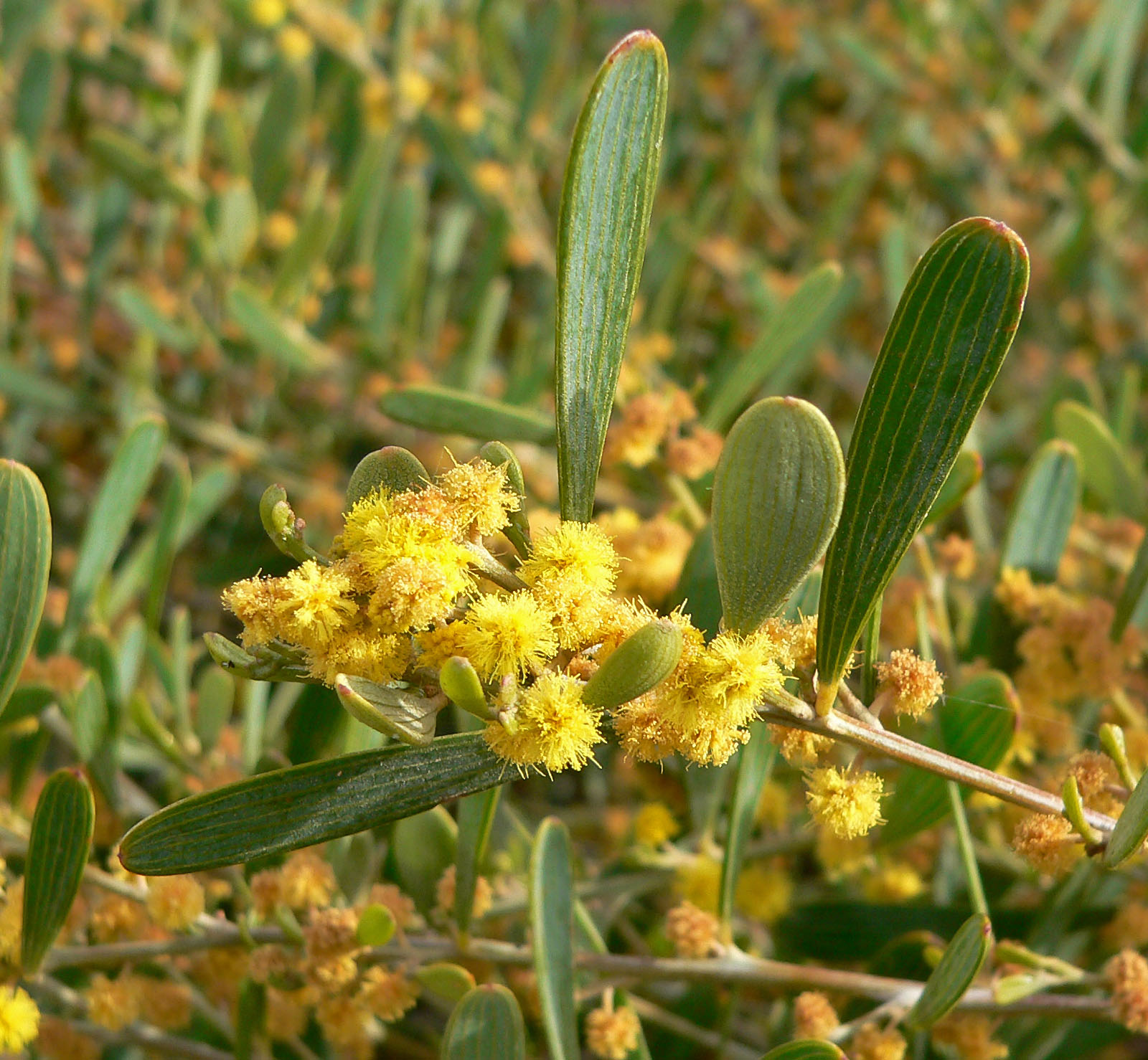
Zweig mit Phyllodien und Blütenstände

Vegetative Pflanzenteile und vor allem die gelben Blüten verströmen einen intensiven Vanilleduft, dies führte zum englischen Trivialnamen Vanilla Wattle.

### Vegetative Merkmale
Die Vanille-Akazie ist ein immergrüner, dichter, teils kriechender, kleiner bis mittelgroßer Zwergstrauch oder Strauch der Wuchshöhen von meist 0,5 bis 3 erreicht oder manchmal als Baum der 5 oder gar über 7,5 Meter hoch wird. Zur Photosynthese sind einfache, ganzrandige und klebrige Phyllodien an einem Pulvinus vorhanden, die matt blaugrün gefärbt oder „bereift“ sind. Die Adern sind erhaben.

### Generative Merkmale
In Western Australia reicht die Blütezeit von August bis Oktober. Die kleinen Blüten, deren optische Wirkung auf den vielen, langen, goldgelben Staubblättern beruht, sitzen in Köpfchen den Blattachseln. Sie stehen zu wenigen in klebrigen und fein behaarten Rispen.
Die gebogenen, bräunlichen, leicht ledrigen und länglichen, mehrsamigen Hülsenfrüchte sind etwa 25–30 Millimeter breit und bis etwa 6 Zentimeter lang. Die dunkelbraunen, glänzenden Samen besitzen einen cremefarbenen Arillus.

## Vorkommen
Die Heimat ist das südwestliche Australien. Acacia redolens gedeiht auf salzhaltigen oder alkalischen lehmigen, tonigen, tonig-lehmigen oder sandigen Böden. Sie kommt an den Rändern von Salzseen oder in salzigen Senken vor. Acacia redolens erträgt Frost bis −7 °C.